# 南通职业大学
南通职业大学，是位于江苏省南通市的一所公办普通专科高校。

## 专业设置
- 机械工程学院
- 电子信息工程学院
- 化学与生物工程学院
- 建筑工程学院
- 纺织服装学院
- 经济管理学院
- 应用人文与旅游管理学院
- 艺术设计学院
- 外国语学院
- 技师学院
- 继续教育学院
- 国际合作教育学院
- 海门学院